# Takanobu Jūmonji
Takanobu Jūmonji (jap. 十文字貴信 Jūmonji Takanobu; ur. 10 listopada 1975 r. w Noda) – japoński kolarz torowy, brązowy medalista olimpijski.

## Kariera
Największym sukcesem w karierze Takanobu Jūmonjiego był zdobycie brązowego medalu w wyścigu na 1 km podczas igrzysk olimpijskich w Atlancie w 1996 roku. W zawodach tych wyprzedzili go jedynie Francuz Florian Rousseau oraz Amerykanin Erin Hartwell. Był to jedyny start olimpijski Japończyka. Na rozgrywanych dwa lata później igrzyskach azjatyckich w Bangkoku w tej samej konkurencji zajął drugie miejsce. Nigdy nie zdobył medalu na torowych mistrzostwach świata.